# Rogier IV van Apulië
Rogier IV van Apulië (1152 – Palermo, 11 maart 1161) was de oudste zoon van koning Willem I van Sicilië, van het regerende koningshuis Hauteville in het Normandische koninkrijk Sicilië. Zijn moeder was Margaretha van Navarra. Na de troonsbestijging van zijn vader (1154) kreeg hij de titel van hertog van Apulië (1156). 
In de maanden na de moord op grootadmiraal en kanselier Maio door ontevreden Normandische baronnen (november 1160) volgde nog een staatsgreep in Palermo (maart 1161). Matteo Bonèllo, heer van Caccamo, zat achter de putsch. Andere opstandige edelen waren onder meer Tancred van Hauteville, Simon de afgezette prins van Tarente, en gravin Clementia van Catanzara. De opstandelingen wierpen Willem I in de cel. Zij zetten vervolgens kroonprins Rogier IV op een paard. Ze reden er mee door Palermo. Rogier IV werd uitgeroepen als nieuwe koning en zou nog moeten gekroond worden in de kathedraal van Palermo. Koningsgezinde prelaten zoals Romualdus II Guarna en Richard Palmer jutten het volk op tegen de samenzweerders. Zo keerde het volk van kant. Willem I werd uit de gevangenis gehaald. 
In de onlusten bleek de negenjarige prins Rogier IV gedood te zijn. Volgens Hugo Falcandus had een pijl de jongen dodelijk geraakt toen hij uit de paleisvensters naar buiten keek.
Hij werd begraven in de kathedraal van Palermo, en later in de dom van Monreale waar zijn vader en moeder begraven zijn.